# Cherax papuanus
Cherax papuanus е вид десетоного от семейство Parastacidae. Видът е уязвим и сериозно застрашен от изчезване.

## Разпространение и местообитание
Разпространен е в Папуа Нова Гвинея.
Обитава сладководни басейни, морета и потоци.